# Бенитес, Яир
Яи́р Бени́тес Синисте́рра (исп. Jair Benítez Sinisterra; 11 января 1979, Хамунди, Колумбия) — колумбийский футболист, игравший на позиции защитника.

## Клубная карьера
Бенитес начал свою карьеру в клубе «Энвигадо». В 1999 году он дебютировал за клуб в Кубке Мустанга. В 2000 году Яир перешёл в «Санта-Фе», где провёл год, после чего вернулся обратно. В 2001 году он подписал контракт с клубом «Индепендьенте Медельин», в составе которого впервые выиграл чемпионат Колумбии. После двух сезонов Бенитес покинул команду и присоединился к «Депортиво Перейра». Летом того же года Яир перешёл в аргентинский «Колон», но он не часто появлялся на поле и вскоре вернулся на родину в «Индепендьенте Медельин», в составе которой он во второй раз стал чемпионом страны. В 2006 году Бенитес подписал контракт с «Депортиво Кали». Отыграв три сезона, он переехал в США, где заключил соглашение с «Далласом». 25 июля 2009 года в матче против «Реал Солт-Лейк» Яир дебютировал в MLS. В 2010 году Бенитес помог клубу выиграть чемпионат западной конференции. 12 августа 2012 года в поединке против «Колорадо Рэпидз» он забил свой первый гол за клуб.

## Международная карьера
В 2005 году Бенитес дебютировал за сборную Колумбии. В том же году Яир попал в заявку национальной команды на Золотой кубок КОНКАКАФ. На турнире он сыграл в матчах против сборных Панамы и Гондураса. В 2007 году Бенитес принял участие в Кубке Америки. На турнире он был запасным и не сыграл ни минуты.

## Достижения
«Индепендьенте Медельин»
- Чемпионат Колумбии по футболу — Финалисасьон 2002
- Чемпионат Колумбии по футболу — Апертура 2004